# Антигенний зсув

Антигенна мінливість вірусу грипу

Антигенна мінливість, антигенний зсув, антигенний шифт   (англ. Antigenic shift)— процес, у ході якого два чи більше різних штамів вірусів або штами двох і більше різних вірусів об'єднуються з утворенням нового підтипу, що має суміш поверхневих антигенів двох і більше батьківських штамів. Антигенна мінливість це особливий випадок реасортимента, який викликає зміну фенотипу.
Термін зазвичай вживається у стосунку до вірусу грипу, як найбільш відомий приклад, але антигенна мінливість відома і в інших вірусів, наприклад, у вісна-вірусу (англ. visna virus) овець.
Антигенна мінливість відрізняється від дрейфу антигенів, який являє собою природну мутацію відомих штамів вірусу грипу (або інших вірусів, в більш загальному випадку), і відбувається повільно і поступово, а також призводить до безсилля імунітету проти вірусу і до невідповідності наявної вакцини і вірусу. Дрейф антигенів відбувається у всіх типах вірусу грипу, включаючи вірус грипу А, вірус грипу В та вірус грипу С. Антигенна мінливість, однак, має місце лише у вірусу грипу А, бо він вражає не тільки людину, а і інших ссавців і птахів, що дає вірусу грипу А можливість для глобальних перебудов поверхневих антигенів. Віруси грипу В і С вражають переважно людей, зменшуючи, таким чином, можливість того, що реасортимент викличе радикальні зміни фенотипу.
Антигенна мінливість має важливе значення для появи нових вірусних патогенів, оскільки вона являє собою шлях для вірусу по проникненню у нові ніші. Вона може мати місце у вірусів приматів і приводити до появи нових вірусів людини, наприклад, ВІЛ. Через структури свого геному ВІЛ не піддається реасортименту, але зате цей вірус може вільно рекомбінуватися, і через суперінфекції може утворювати нові рекомбінантні штами, що значно відрізняються від своїх предків.
У плані вірусології морські екосистеми у величезній частині не вивчені, але внаслідок гігантських масштабів, високої щільності вірусів (100 мільйонів вірусів на мл прибережної води і 3 мільйона на мл води з глибини моря), а також високому лізису клітин (близько 20%) у морських вірусів повинен бути досить високий рівень антигенної мінливості й генетичної рекомбінації. Це виглядає ще більш помітним у світлі того, що, як було доведено,  коеволюція прокаріотів та вірусів у водному середовищі йшла ще до появи еукаріотів на Землі.